# TouchFLO
TouchFLO is een gebruikersinterface, ontwikkeld door HTC voor Windows Mobile, een besturingssysteem van Microsoft. Het maakt het mogelijk om een op Windows Mobile-gebaseerde smartphone eenvoudig te besturen door middel van vingerbewegingen op het scherm. TouchFLO wordt alleen gebruikt in enkele toestellen van HTC, zoals de HTC Touch, HTC Touch Dual en de HTC Touch Cruise.
De opvolger van TouchFLO is de verbeterde variant TouchFLO 3D die 3D-effecten bevat.

## Vandaagscherm plug-in
Wanneer TouchFLO is ingeschakeld op Windows Mobile zal er een plug-in geactiveerd zijn in het Vandaagscherm. De plug-in toont drie of vier tabbladen met diverse opties:
- Home (Thuis) - Toont een klok, het aantal ongelezen e-mailberichten, sms-berichten en gemiste oproepen.
- Weather (Weer) - Toont het weer in een bepaalde stad of gebied.
- Launcher (Opstarter) - Hier kunnen negen applicaties die op de smartphone zijn geïnstalleerd getoond worden.
- Sound (Geluid) - Hiermee is het mogelijk om het volume van de smartphone aan te passen en een andere beltoon te kiezen (dit tabblad is alleen beschikbaar op de HTC Touch Cruise).